# Cymru Premier 2021/2022
Cymru Premier 2021/2022 var den 30:e säsongen av Cymru Premier (tidigare känd som Welsh Premier League), den högsta fotbollsligan för herrar i Wales. Säsongen startade den 13 augusti 2021 och avslutades den 14 maj 2022.
Connah's Quay Nomads var regerande mästare. Samtliga lag möttes i varsin hemma- och bortamatch innan ligan delades upp i två grupper. Wales tappade till denna säsongen en Europaplats och ligans playoff gjordes om så att vinnaren istället tilldelades en plats i Scottish Challenge Cup.

## Ligatabell
| Pos | Lag                             | SM | V  | O  | F  | GM | IM  | MS  | P  | Kvalificering                                                    |
| --- | ------------------------------- | -- | -- | -- | -- | -- | --- | --- | -- | ---------------------------------------------------------------- |
| 1   | The New Saints (M)              | 32 | 25 | 5  | 2  | 86 | 26  | +60 | 80 | Kvalificerad till första kvalomgången i Champions League         |
| 2   | Bala Town                       | 32 | 16 | 11 | 5  | 67 | 37  | +30 | 59 | Kvalificerad till första kvalomgången i Europa Conference League |
| 3   | Newtown                         | 32 | 15 | 6  | 11 | 50 | 35  | +15 | 51 | Kvalificerad till första kvalomgången i Europa Conference League |
| 4   | Caernarfon Town (O)             | 32 | 13 | 4  | 15 | 46 | 53  | −7  | 43 | Kvalificerad till playoff till Scottish Challenge Cup            |
| 5   | Flint Town United               | 32 | 12 | 6  | 14 | 51 | 53  | −2  | 42 | Kvalificerad till playoff till Scottish Challenge Cup            |
| 6   | Penybont                        | 32 | 10 | 10 | 12 | 49 | 57  | −8  | 40 | Kvalificerad till playoff till Scottish Challenge Cup            |
|     |                                 |    |    |    |    |    |     |     |    |                                                                  |
| 7   | Cardiff Metropolitan University | 32 | 10 | 12 | 10 | 35 | 38  | −3  | 42 | Kvalificerad till playoff till Scottish Challenge Cup            |
| 8   | Aberystwyth Town                | 32 | 11 | 7  | 14 | 38 | 45  | −7  | 40 |                                                                  |
| 9   | Connah's Quay Nomads            | 32 | 15 | 11 | 6  | 44 | 18  | +26 | 38 |                                                                  |
| 10  | Haverfordwest County            | 32 | 10 | 8  | 14 | 45 | 46  | −1  | 38 |                                                                  |
| 11  | Barry Town United (N)           | 32 | 8  | 7  | 17 | 31 | 47  | −16 | 31 | Nedflyttad till Cymru North eller Cymru South                    |
| 12  | Cefn Druids (N)                 | 32 | 2  | 3  | 27 | 22 | 109 | −87 | 9  | Nedflyttad till Cymru North eller Cymru South                    |

1. ↑  Lagen mötte varandra två gånger (22 matcher), innan ligan delades upp i två grupper (topp sex samt botten sex).

1. ↑  Connah's Quay Nomads fick ett avdrag på 18 poäng efter att ha använt sig av en otillgänglig spelare i sex matcher.[1]

## Resultat

### Match 1–22
| Hemma \ Borta                   | ABE | BAL | BAR | CAE | CMU | CDR | CQN | FTU | HAV | NTW | PYB | TNS |
| ------------------------------- | --- | --- | --- | --- | --- | --- | --- | --- | --- | --- | --- | --- |
| Aberystwyth Town                | —   | 0–1 | 2–1 | 0–1 | 0–1 | 5–0 | 0–1 | 1–2 | 2–0 | 2–4 | 0–3 | 1–0 |
| Bala Town                       | 2–2 | —   | 3–3 | 3–0 | 0–0 | 1–1 | 0–4 | 3–1 | 6–2 | 1–0 | 2–2 | 1–4 |
| Barry Town United               | 1–1 | 0–0 | —   | 1–2 | 0–1 | 1–0 | 1–0 | 0–1 | 3–2 | 0–3 | 0–0 | 1–2 |
| Caernarfon Town                 | 3–3 | 3–3 | 1–2 | —   | 2–0 | 3–0 | 0–1 | 2–3 | 2–0 | 0–2 | 1–2 | 0–4 |
| Cardiff Metropolitan University | 0–1 | 0–0 | 2–0 | 0–1 | —   | 4–2 | 1–1 | 1–5 | 0–2 | 1–1 | 3–2 | 1–1 |
| Cefn Druids                     | 0–1 | 3–5 | 1–4 | 1–3 | 1–3 | —   | 0–2 | 1–1 | 0–2 | 0–5 | 0–3 | 1–4 |
| Connah's Quay Nomads            | 1–0 | 0–1 | 2–3 | 1–1 | 0–0 | 4–0 | —   | 2–0 | 1–0 | 0–2 | 0–0 | 0–1 |
| Flint Town United               | 1–0 | 1–2 | 3–2 | 3–4 | 2–2 | 4–0 | 1–1 | —   | 4–1 | 4–1 | 3–1 | 1–1 |
| Haverfordwest County            | 0–0 | 0–0 | 1–1 | 1–2 | 0–0 | 2–1 | 1–1 | 2–0 | —   | 1–0 | 2–2 | 0–1 |
| Newtown                         | 1–2 | 3–3 | 2–1 | 1–0 | 0–0 | 5–0 | 0–2 | 2–0 | 1–1 | —   | 3–1 | 1–4 |
| Penybont                        | 4–0 | 1–0 | 4–0 | 1–1 | 2–1 | 7–1 | 1–1 | 1–1 | 2–1 | 1–1 | —   | 1–1 |
| The New Saints                  | 3–0 | 2–1 | 3–1 | 5–3 | 5–0 | 5–1 | 3–1 | 1–0 | 6–0 | 2–0 | 3–2 | —   |

### Match 23–32
| Hemma \ Borta     | BAL | CAE | FTU | NTW | PYB  | TNS |
| ----------------- | --- | --- | --- | --- | ---- | --- |
| Bala Town         | —   | 2–0 | 3–2 | 1–0 | 11–0 | 1–1 |
| Caernarfon Town   | 0–2 | —   | 2–1 | 0–4 | 1–0  | 0–3 |
| Flint Town United | 0–1 | 0–4 | —   | 1–1 | 1–0  | 1–2 |
| Newtown           | 0–2 | 1–0 | 2–1 | —   | 1–2  | 0–2 |
| Penybont          | 0–5 | 0–3 | 0–3 | 0–2 | —    | 1–2 |
| The New Saints    | 2–1 | 3–1 | 7–0 | 0–1 | 3–3  | —   |

| Hemma \ Borta                   | ABE | BAR | CMU | CDR | CQN | HAV |
| ------------------------------- | --- | --- | --- | --- | --- | --- |
| Aberystwyth Town                | —   | 2–1 | 0–2 | 6–0 | 1–1 | 0–6 |
| Barry Town United               | 0–1 | —   | 1–0 | 1–0 | 1–1 | 0–1 |
| Cardiff Metropolitan University | 1–1 | 1–1 | —   | 5–0 | 0–0 | 3–2 |
| Cefn Druids                     | 3–3 | 1–0 | 2–0 | —   | 0–3 | 1–6 |
| Connah's Quay Nomads            | 1–0 | 2–0 | 2–0 | 5–0 | —   | 3–0 |
| Haverfordwest County            | 0–1 | 2–0 | 1–2 | 6–1 | 0–0 | —   |

## Playoff till Scottish Challenge Cup

### Semifinaler
| 7 maj 2022     | Flint Town United | 1 – 1 (3 – 1 str.) | Penybont | The Essity Stadium |  |  |
| 14:30 (UTC+01) |                   |                    |          |                    |  |  |
|                |                   | Straffar           |          |                    |  |  |
|                |                   |                    |          |                    |  |  |
|                |                   |                    |          |                    |  |  |

| 7 maj 2022     | Caernarfon Town | 1 – 0 | Cardiff Metropolitan University | The Oval, Caernarfon |  |  |
| 17:15 (UTC+01) |                 |       |                                 |                      |  |  |
|                |                 |       |                                 |                      |  |  |

### Final
| 14 maj 2022    | Caernarfon Town | 2 – 1 (e fl) | Flint Town United | The Oval, Caernarfon |  |  |
| 14:00 (UTC+01) |                 |              |                   |                      |  |  |
|                |                 |              |                   |                      |  |  |

## Säsongsstatistik

### Skytteliga
| Rank | Spelare         | Klubb             | Mål |
| ---- | --------------- | ----------------- | --- |
| 1    | Declan McManus  | The New Saints    | 24  |
| 2    | Aaron Williams  | Newtown           | 17  |
| 3    | Jordan Williams | The New Saints    | 15  |
| 4    | Michael Wilde   | Flint Town United | 14  |
| 4    | Kayne McLaggon  | Barry Town United | 14  |

### Hattricks
| Spelare             | För               | Mot               | Resultat | Datum            |
| ------------------- | ----------------- | ----------------- | -------- | ---------------- |
| Michael Wilde       | Flint Town United | Cefn Druids       | 4–0 (H)  | 21 augusti 2021  |
| Aaron Williams      | Newtown           | Barry Town United | 0–3 (B)  | 2 oktober 2021   |
| Declan McManus      | The New Saints    | Haverfordwest     | 6–0 (H)  | 6 november 2021  |
| Nicky Rushton       | Newtown           | Aberystwyth       | 2–4 (B)  | 10 december 2021 |
| Ben Ahmun           | Penybont          | Aberystwyth       | 4–0 (H)  | 21 januari 2022  |
| Mello               | Connah's Quay     | Cefn Druids       | 5–0 (H)  | 15 mars 2022     |
| Alhagi Touray Sisay | Haverfordwest     | Aberystwyth       | 0–6 (B)  | 15 mars 2022     |
| Will Evans          | Bala              | Penybont          | 0–5 (B)  | 2 april 2022     |
| Jazz Richards       | Haverfordwest     | Cefn Druids       | 1–6 (B)  | 9 april 2022     |
| Jordan Williams     | The New Saints    | Flint Town        | 7–0 (H)  | 15 april 2022    |

Noter
(H) – Hemmalag
(B) – Bortalag